# Kosmonaut z Čech
Kosmonaut z Čech (anglicky Spaceman of Bohemia) je sci-fi román Jaroslava Kalfaře, spisovatele českého původu žijícího dlouhodobě ve Spojených státech. Kalfař napsal román v angličtině a poprvé byl vydán v USA roku 2017; v Česku vyšla kniha později téhož roku, když už slavila úspěchy v zahraničí. Český překlad obstarala Veronika Volhejnová.

## Příběh
Román vypráví příběh Jakuba Procházky, českého kosmonauta, který jako jediný člen kosmické rakety letí prozkoumat podivný oblak mezi Zemí a Venuší; při cestě zjistí, že s ním v raketě cestuje mimozemský pavouk.

## Adaptace
Zpracování ve formě audioknihy připravilo v roce 2017 vydavatelství OneHotBook. Příběh namluvil Petr Jeništa, ve vedlejších rolích vystupují Veronika Khek Kubařová a Vasil Fridrich.
V říjnu 2020 bylo oznámeno, že pro Netflix bude natočena filmová adaptace románu v hlavní roli s Adamem Sandlerem a Carey Mulliganovou. Snímek Kosmonaut z Čech byl světu představen na únorovém Berlinale roku 2024, na platformě Netflix jej bylo možno zhlédnout koncem téhož měsíce.